# Liste unifiée
Cette page contient des caractères spéciaux ou non latins. S’ils s’affichent mal (▯, ?, etc.), consultez la page d’aide Unicode.
Pour l'alliance politique lettone, voir Liste Unie.
La Liste unifiée était une coalition politique israélienne fondée en 2015, dissoute provisoirement entre février et juin 2019, puis définitivement dissoute en 2022.
Elle était issue de l'alliance entre le parti d'extrême gauche Hadash et trois formations arabes : la Liste arabe unie (qui la quittera en 2021), Ta'al et le Balad.

## Histoire
En 2015, c'est la première fois depuis la création d'Israël en 1948 que les différents partis arabes présentent un front uni lors des élections législatives. Pour la première fois dans l'histoire d'Israël, la Liste unifiée devient la troisième force politique en remportant 13 sièges à la Knesset à l'issue des élections législatives israéliennes de 2015.
En janvier 2019, le parti Ta'al quitte l'alliance, laquelle est dissoute le 21 février 2019. La liste est rétablie en juin pour les élections législatives israéliennes de septembre 2019.
Le 3 février 2021, la Liste arabe unie quitte officiellement l'alliance.
Le 15 septembre 2022, le parti Balad quitte l’alliance, ce qui entraîne sa dissolution.

## Composition
| Partis | Partis                           | Principale idéologie                          | Positionnement politique | Chef                   |
| ------ | -------------------------------- | --------------------------------------------- | ------------------------ | ---------------------- |
|        | Hadash                           | Marxisme-léninisme, communisme, écosocialisme | Extrême gauche           | Ayman Odeh             |
|        | Balad                            | Nationalisme arabe, sécularisme, panarabisme  | Gauche                   | Sami Abu Shehadeh (en) |
|        | Ta'al                            | Nationalisme arabe, sécularisme               | Attrape-tout             | Ahmed Tibi             |
|        | Ma'an (2021-2022)                | Défense des intérêts des arabes israéliens    | Centre gauche            | Mohammed Darawshe      |
|        | Liste arabe unie (jusqu’en 2021) | Nationalisme arabe, islamisme                 | Attrape-tout             | Mansour Abbas          |

## Résultats électoraux
| Année          | Chef de file | %    | Voix    | Sièges   | Rang | Gouvernement        |
| -------------- | ------------ | ---- | ------- | -------- | ---- | ------------------- |
| 2015           | Ayman Odeh   | 10,5 | 443 837 | 13 / 120 | 3e   | Opposition          |
| septembre 2019 | Ayman Odeh   | 10,6 | 470 211 | 13 / 120 | 3e   | Pas de gouvernement |
| 2020           | Ayman Odeh   | 12,7 | 581 540 | 15 / 120 | 3e   | Opposition          |
| 2021           | Ayman Odeh   | 4,8  | 212 583 | 6 / 120  | 10e  | Opposition          |

## Élus

### 24eKnesset(2021-2022)
Hadash :
- Ayman Odeh
- Aida Touma-Suleiman
- Ofer Cassif

Ta'al :
- Ahmed Tibi
- Osama Saadi

Balad :
- Sami Abu Shehadeh